# N933 (België)
De N933 is een gewestweg in de Belgische provincie Namen. Deze weg vormt de verbinding tussen Saint-Gérard en Pontaury.
De totale lengte van de N933 bedraagt ongeveer 6 kilometer.

## Plaatsen langs de N933
- Saint-Gérard
- Pontaury